# Radek Bejbl
Radek Bejbl (29 de agosto de 1972) é um ex-futebolista profissional tcheco que atuava como meia.

## Carreira
Radek Bejbl representou a Seleção Checa de Futebol, na Eurocopa de 1996 e 2000. 